# رهایی (فیلم ۲۰۲۵)
رهایی (انگلیسی: Drop) فیلمی معمایی و هیجان‌انگیز آمریکایی به کارگردانی کریستوفر لندون است که در سال ۲۰۲۵ منتشر شد. فیلم دربارهٔ مادری بیوه است که در نخستین قرار عاشقانه‌اش پس از سال‌ها، پیام‌های تهدیدآمیزی دریافت می‌کند که باعث می‌شود دربارهٔ مرد قرار و امنیت خود نگران شود. در این فیلم مگان فیهی، براندون اسکلنار، ویولت بین و جفری سلف ایفای نقش کرده‌اند.
این فیلم نخستین بار در جشنواره ساوث بای ساوث‌وست در تاریخ ۹ مارس ۲۰۲۵ به نمایش درآمد و سپس در ۱۱ آوریل ۲۰۲۵ در ایالات متحده آمریکا توسط یونیورسال پیکچرز منتشر شد. فیلم نقدهای مثبتی دریافت کرد و در گیشه جهانی حدود ۲۸ میلیون دلار فروش داشت.

## خلاصه داستان
در شیکاگو، درمانگر روان‌شناسی به نام وایولت گیتس پس از مرگ شوهر آزارگر خود، بلِیک، تصمیم به آغاز دوباره زندگی و شروع قرار عاشقانه می‌گیرد. او پسر کوچکش توبی را به مراقبت خواهر کوچکترش، جن، می‌سپارد و به رستوران «پالیت» می‌رود تا با هنری کمپبل، عکاسی که از طریق اپلیکیشن‌های دوست‌یابی با او آشنا شده، قرار ملاقات داشته باشد.
هنگام انتظار برای آمدن هنری، وایولت با چند نفر در رستوران آشنا می‌شود: بارمن کارا، پیانیست فیل، و دو نفر از مهمانان دیگر، کانر و ریچارد. وایولت پیام‌های تهدیدآمیزی در یک اپ به نام دی‌جی‌دراپز از کاربری ناشناس دریافت می‌کند که کم‌کم شدت تهدیدات بیشتر می‌شود. هنری از راه می‌رسد و همراه با او وایولت تلاش می‌کند تا منبع پیام‌ها را پیدا کند.
وقتی پیام‌ها به حدی می‌رسد که وایولت را تهدید به کشتن پسرش می‌کند، او متوجه می‌شود که رستوران تحت کنترل است و او از طریق دوربین‌های امنیتی تحت نظر است. کاربر ناشناس و ترسناک او را مجبور می‌کند تا اقدام به کارهای خطرناکی کند. نهایتاً مشخص می‌شود ریچارد، یکی از مهمانان، عامل پشت این تهدیدات است که قصد دارد هنری را به قتل برساند و این قتل را به وایولت نسبت دهد. در نهایت درگیری رخ می‌دهد و وایولت و خانواده‌اش نجات پیدا می‌کنند.

## بازیگران
- مگان فیهی در نقش وایولت، مادر بیوه و درمانگر روان‌شناس
- براندون اسکلنار در نقش هنری، مرد قرار ملاقات و عکاس
- ویولت بین در نقش جن، خواهر کوچکتر و مراقب پسر وایولت
- جیکوب رابینسون در نقش توبی، پسر وایولت
- رید دایموند در نقش ریچارد، یکی از مهمانان رستوران و عامل تهدیدها
- گابریل رایان در نقش کارا، بارمن
- جفری سلف در نقش مت، پیش‌خدمت
- اد ویکز در نقش فیل، پیانیست رستوران
- بنیامین پلتیه در نقش مرد نقاب‌دار
- تراویس نلسون در نقش کانر، یکی از مهمانان
- مایکل شیا در نقش بلِیک، شوهر آزارگر وایولت

## تولید
در فوریه ۲۰۲۴ اعلام شد که فیلم رهایی در دست ساخت است و کریستوفر لندون پس از کناره‌گیری از پروژه جیغ ۷ به‌عنوان کارگردان انتخاب شده است. جیلیان جیکوبز و کریس روچ نویسندگان فیلم‌نامه بودند و مگان فیهی نقش اصلی را بازی کرد.
در مارس ۲۰۲۴، براندون اسکلنار به بازیگران اضافه شد. در آوریل، جفری سلف، گابریل رایان، ویولت بین و جیکوب رابینسون به گروه بازیگران پیوستند. در ماه مه، اد ویکز نیز به گروه اضافه شد.
فیلمبرداری اصلی فیلم در اواخر آوریل ۲۰۲۴ در ایرلند آغاز شد.

## انتشار
فیلم رهایی نخستین بار در جشنواره ساوث بای ساوث‌وست در تاریخ ۹ مارس ۲۰۲۵ به نمایش درآمد و در ۱۱ آوریل ۲۰۲۵ در سینماهای ایالات متحده منتشر شد.

### رسانه خانگی
فیلم در ۲۹ آوریل ۲۰۲۵ در قالب ویدئو درخواستی (VOD) منتشر شد و در ۱۰ ژوئن ۲۰۲۵ به صورت ۴کی و بلوری عرضه شد. همچنین از ۱۱ ژوئیه ۲۰۲۵ در سرویس استریمینگ Peacock قابل تماشاست.

## بازخورد

### فروش گیشه
تا ۲۰ مه ۲۰۲۵، فیلم رهایی در ایالات متحده و کانادا حدود ۱۶٫۶ میلیون دلار و در دیگر مناطق جهان ۱۱٫۹ میلیون دلار فروش داشته که مجموعاً حدود ۲۸٫۵ میلیون دلار است.
فیلم در آمریکا و کانادا همزمان با فیلم‌های آماتور، جنگاوری و شاهنشاه اکران شد و پیش‌بینی می‌شد در آخر هفته اول بین ۶ تا ۸ میلیون دلار فروش داشته باشد. فروش روز اول حدود ۳٫۳ میلیون دلار بود و در آخر هفته اول ۷٫۴ میلیون دلار فروش کرد و رتبه پنجم گیشه را گرفت.

### نقدها
بر اساس وب‌سایت راتن تومیتوز، فیلم رهایی امتیاز ۸۴٪ را از نقدهای مثبت دریافت کرده است و میانگین نمره ۶٫۶ از ۱۰ دارد. متاکریتیک میانگین امتیاز ۶۵ از ۱۰۰ را ثبت کرده است. نظرسنجی سینماسکور امتیاز بی را به این فیلم داده است.
منتقد ایانا مورری از مجله امپایر به فیلم ۴ ستاره از ۵ داد و نوشت: «مگان فیهی برای بسیاری به‌خاطر نقش در سریال White Lotus شناخته شده است و در فیلم رهایی نیز بازی قابل قبولی ارائه داده است.» نقد مثبت دیگری از هویی‌تران بوی در سایت Inverse بود که فیلم را «یک تریلر کوچک و سرگرم‌کننده» توصیف کرد. آدریان هورتون از روزنامه گاردین نیز ۴ ستاره داد و بازی فیهی را ستود.
اما نقد منفی اودی هندرسون در روزنامه بوستون گلوب، فیلم را دارای داستان غیرقابل باور دانست و نوشت که «فیلم رهایی به موضوع خشونت خانگی به شکلی ناپسند می‌پردازد». نقد دیگری از جیمز مارش در روزنامه South China Morning Post نوشت که فیلم کمی فاقد طنز لازم است. و تیم روبی از روزنامه تلگراف به فیلم ۲ ستاره داد.